# Tubarão Futebol Clube
El Tubarao Futebol Clube es un equipo de fútbol de Brasil que actualmente se encuentra inactivo.

## Historia
Fue fundado el 20 de febrero de 1944 en el municipio de Tubarão en el estado de Santa Catarina con el nombre Esporte Clube Ferroviário, y bajo esa denominación logra el Campeonato Catarinense de 1970 por diferencia de goles sobre el Grêmio Esportivo Olímpico.
Ese fue el único título que ganó con el nombre Ferroviário, y el 30 de mayo de 1992 el club es refundado como Tubarao Futebol Clube con el fin de crear a un equipo con una mayor cercanía con la ciudad y que fuera más competitivo en los torneos estatales. A finales de 1995 hicieron un convenio con sus rivales del Hercílio Luz Futebol Clube para compartir las instalaciones municipales.
En 1997 llega a la final del Campeonato Catarinense y la pierde contra el Avaí FC, lo que le dio la clasificación al Campeonato Brasileño de Serie C, su primera participación en una competición a escala nacional, donde fue eliminado en la primera ronda al terminar en último lugar de su zona finalizando en el lugar 56 entre 64 equipos.
En 1998 gana la Copa Santa Catarina, su primer título luego de la refundación, lo que le da la clasificación al Campeonato Brasileño de Serie C nuevamente, pero vuelve a ser eliminado en la primera ronda al terminar en quinto lugar de su zona solo superando al Chapecoense, terminando en el lugar 54 entre 66 equipos.
En 2002 vuelve a participar en el Campeonato Brasileño de Serie C, donde vuelven a ser eliminados en la primera ronda como último lugar de su zona en donde solo hicieron dos puntos.
El club ha estado inactivo desde la temporada 2005 por problemas financieros.

## Rivales
El club tiene como rivales al Hercílio Luz Futebol Clube, ambos del municipio de Tubarão y que comparten la misma sede, y con el Criciúma Esporte Clube por representar a los dos municipios más poblados del estado de Santa Catarina.

## Palmarés
- Campeonato Catarinense: 1

1970
- Copa Santa Catarina: 1

1998